# Crunomys melanius
Crunomys melanius es una especie de roedor de la familia Muridae.

## Distribución geográfica
Son endémicos de Camiguín, Leyte y Mindanao (Filipinas). 